# فازانووو
فازانووو (به بلغاری: Fazanovo) یک منطقهٔ مسکونی در بلغارستان است که در استان بورگاس واقع شده است.